# Sofia Ribeiro (atriz)
Cátia Sofia Barros Ribeiro, conhecida como Sofia Ribeiro, (Bairro Alto, 2 de outubro de 1984), é uma atriz e modelo portuguesa.

## Biografia e carreira
Sofia Ribeiro, de seu nome completo Cátia Sofia Barros Ribeiro, é filha de Jorge Barros (falecido em 2017) e de Maria Salomé Ribeiro.  Nasceu e crescida no Bairro Alto, em Lisboa, um dos locais mais emblemáticos do país.
Começou a trabalhar aos 14 anos num restaurante no Bairro Alto.
Cedo foi incentivada pelos amigos a realizar trabalhos de modelo e aos 21 anos foi escolhida para fazer parte do elenco da série Morangos com Açúcarda TVI e, a partir desse momento, descobriu um amor inigualável pelo mundo da representação. Desde então foi presença assídua nas novelas da estação. No mesmo canal integrou o elenco de várias produções como, Fascínios, Olhos nos Olhos, Meu Amor, Mulheres, A Herdeira ou Amar Demais.
Com um percurso profissional como atriz de sucesso, Sofia Ribeiro passou pelo cinema, pelo teatro e por diversos programas de entretenimento. Foi também o rosto de várias campanhas publicitárias.
Considerada uma das mulheres mais sexy do país, fez o primeiro ensaio fotográfico em 3D publicado em Portugal para a revista masculina GQ, que contou com Sofia na capa.
Em 2012 estreou-se no cinema no filme O Que as Mulheres Gostam e, no mesmo ano, participou em O Par Ideal, uma produção de Gonçalo Mourão. Dois anos mais tarde, fez de Anita no filme Eclipse em Portugal.Anos mais tarde regressa ao cinema com os filmes Quero-te Tanto! (2019), de Vicente Alves do Ó e Curral de Moinas - Os Banqueiros do Povo (2022), ao lado de João Paulo Rodrigues, Pedro Alves e Júlia Pinheiro.
Em 2016 iniciou uma nova etapa da sua vida após vencer o cancro e voltou à televisão em 2017 com a personagem Soraia Fuentes, em A Herdeira. Confia é o seu primeiro livro, em que relata momentos importantes do seu percurso pessoal, desde a infância à forma determinada e corajosa como combateu o cancro da mama, diagnosticado em 2016.
É uma das portuguesas mais influentes, e conta já com mais de um milhão de seguidores na rede social Instagram.
No Teatro, teve a oportunidade de participar em Boeing, Boeing, uma peça de comédia de enganos sobre a trajetória de um Casanova da era do jato, e Pocahontas, um musical que percorreu diversas salas de teatro do país. Em 2023 regressou ao Teatro, desta vez com Dry Martini, no Teatro Armando Cortez .
Em 2021, estreia-se na apresentação com o programa Cabelo Pantene - O Sonho, ao lado do modelo Luís Borges, na TVI.
Em janeiro de 2023, após 15 anos na TVI, foi anunciada a contratação da atriz pela SIC, reforçando as áreas da ficção e entretenimento do canal. A estreia de Sofia Ribeiro na ficção da estação do Grupo Impresa, foi na novela Senhora do Mar, onde interpretou a sua primeira protagonista.
Em 2024, foi uma das concorrentes da segunda edição do programa Hell's Kitchen - Famosos, apresentado por Ljubomir Stanisic.

## Vida pessoal
Sofia Ribeiro é nascida e criada em Lisboa, no Bairro Alto, um dos locais mais emblemáticos do país.
Durante quatro anos namorou com o ator Nuno Janeiro, os dois separaram-se em 2010. Em 2011 casou-se com o apresentador Ruben Rua, tendo-se divorciado um ano depois.
Em novembro de 2015, foi revelado pela atriz nas redes sociais que tinha cancro da mama. Em agosto de 2016, depois de 9 meses de tratamento, anunciou que venceu a luta contra o cancro.
No início de agosto de 2023, anunciou através das suas redes sociais a adoção de duas sobrinhas suas, filhas da irmã mais nova. 

## Filmografia

### Televisão
| Ano         | Projeto                                  | Papel                                                           | Notas                                   | Canal |
| ----------- | ---------------------------------------- | --------------------------------------------------------------- | --------------------------------------- | ----- |
| 2007 - 2008 | Morangos com Açúcar 4 - Férias de Verão  | Luna                                                            | Antagonista                             | TVI   |
| 2007 - 2008 | Fascínios                                | Andreia Amaral                                                  | Elenco Principal                        | TVI   |
| 2008 - 2009 | Olhos nos Olhos                          | Lorena Carvalho e Silva                                         | Elenco Principal                        | TVI   |
| 2009        | Ele É Ela                                | Mercedes                                                        | Participação Especial                   | TVI   |
| 2009 - 2010 | Meu Amor                                 | Clara Fontes                                                    | Elenco Principal                        | TVI   |
| 2010 - 2011 | Sedução                                  | Rita Martins                                                    | Elenco Principal                        | TVI   |
| 2011        | Uma Canção para Ti (4.ª Temporada)       | Ela Própria                                                     | Jurada                                  | TVI   |
| 2012        | O Que as Mulheres Gostam                 | Sofia                                                           | Elenco Principal                        | TVI   |
| 2012        | O Par Ideal                              | Maria                                                           | Elenco Principal                        | TVI   |
| 2012 - 2013 | Doce Tentação                            | Francisca Vieira da Silva                                       | Antagonista                             | TVI   |
| 2013        | Dança com as Estrelas (1.ª edição)       | Ela Própria                                                     | Concorrente                             | TVI   |
| 2013        | Belmonte                                 | Laura Pires                                                     | Participação Especial                   | TVI   |
| 2014 - 2015 | Mulheres                                 | Mónica Santos                                                   | Elenco Principal                        | TVI   |
| 2015        | Pequenos Gigantes (1.ª Temporada)        | Ela Própria                                                     | Mentora                                 | TVI   |
| 2016        | Santa Bárbara                            | Jéssica Garcia                                                  | Elenco Principal                        | TVI   |
| 2017        | Let’s Dance - Vamos Dançar               | Ela Própria                                                     | Jurada, em substituição de Rita Pereira | TVI   |
| 2017 - 2018 | A Herdeira                               | Soraia Fuentes                                                  | Antagonista                             | TVI   |
| 2018 - 2019 | A Teia                                   | Cecília Rosa Neto                                               | Elenco Principal                        | TVI   |
| 2020 - 2021 | Amar Demais                              | Célia Maria Campos                                              | Antagonista                             | TVI   |
| 2020 - 2021 | Amar Demais                              | Madalena Antunes Stevens                                        | Elenco Principal                        | TVI   |
| 2021        | Cabelo Pantene - O Sonho (3.ª Temporada) | Ela Própria                                                     | Apresentadora, ao lado de Luís Borges   | TVI   |
| 2022        | Cabelo Pantene - O Sonho (4.ª Temporada) | Ela Própria                                                     | Apresentadora, ao lado de Luís Borges   | TVI   |
| 2023        | Vale Tudo (4.ª Temporada)                | Ela Própria                                                     | Elenco Fixo                             | SIC   |
| 2024 - 2025 | Senhora do Mar                           | Joana Gonçalves Pedrosa / Nossa Senhora do Mar (Título mariano) | Protagonista                            | SIC   |
| 2024        | Hell's Kitchen - Famosos (2.ª temporada) | Ela Própria                                                     | Concorrente                             | SIC   |
| 2025        | Lua Vermelha: Nova Geração               |                                                                 | Elenco Principal (OPTO)                 | SIC   |
| 2026        | Novela Substituta de A Herança           |                                                                 | Protagonista                            | SIC   |

### Apresentação de emissões especiais / outras participações
| Ano  | Projeto                             | Notas                            | Canal |
| ---- | ----------------------------------- | -------------------------------- | ----- |
| 2020 | Portugal na TVI                     | Apresentadora, a partir de Évora | TVI   |
| 2021 | All Together Now                    | Jurada convidada                 | TVI   |
| 2023 | Domingão Especial Festa de São João | Apresentadora                    | SIC   |

### Cinema
| Ano  | Projeto                                  | Personagem      | Notas |
| ---- | ---------------------------------------- | --------------- | ----- |
| 2012 | O Par Ideal                              | Maria           | —     |
| 2012 | O Que as Mulheres Querem                 | Sofia           | —     |
| 2014 | Eclipse em Portugal                      | Anita           | —     |
| 2016 | Delírio em Las Vegras                    | —               | —     |
| 2019 | Quero-te Tanto!                          | Enfermeira Sara | —     |
| 2022 | Curral de Moinas – Os Banqueiros do Povo | Piedade Bufarda | —     |

### Teatro
| Ano  | Peça           | Papel  | Notas                 |
| ---- | -------------- | ------ | --------------------- |
| 2014 | Boeing, Boeing |        |                       |
| 2014 | Pocahontas     |        |                       |
| 2023 | Dry Martini    | Elvira | Teatro Armando Cortez |

## Prémios
Troféus de Televisão TV 7 Dias/Impala
| Ano  | Prémio                              | Resultado |
| ---- | ----------------------------------- | --------- |
| 2021 | Telenovelas -Melhor Atriz de Elenco | Indicado  |